# Canyon//SRAM Racing/2024
Deze pagina geeft een overzicht van de vrouwenwielerploeg Canyon-SRAM in 2024.

## Algemeen
Algemeen manager: Ronny Lauke
Ploegleiders: Magnus Bäckstedt, Dani Christmas, Beth Duryea, André Schulze, Adam Szabo
Fietsmerk: Canyon

## Renners

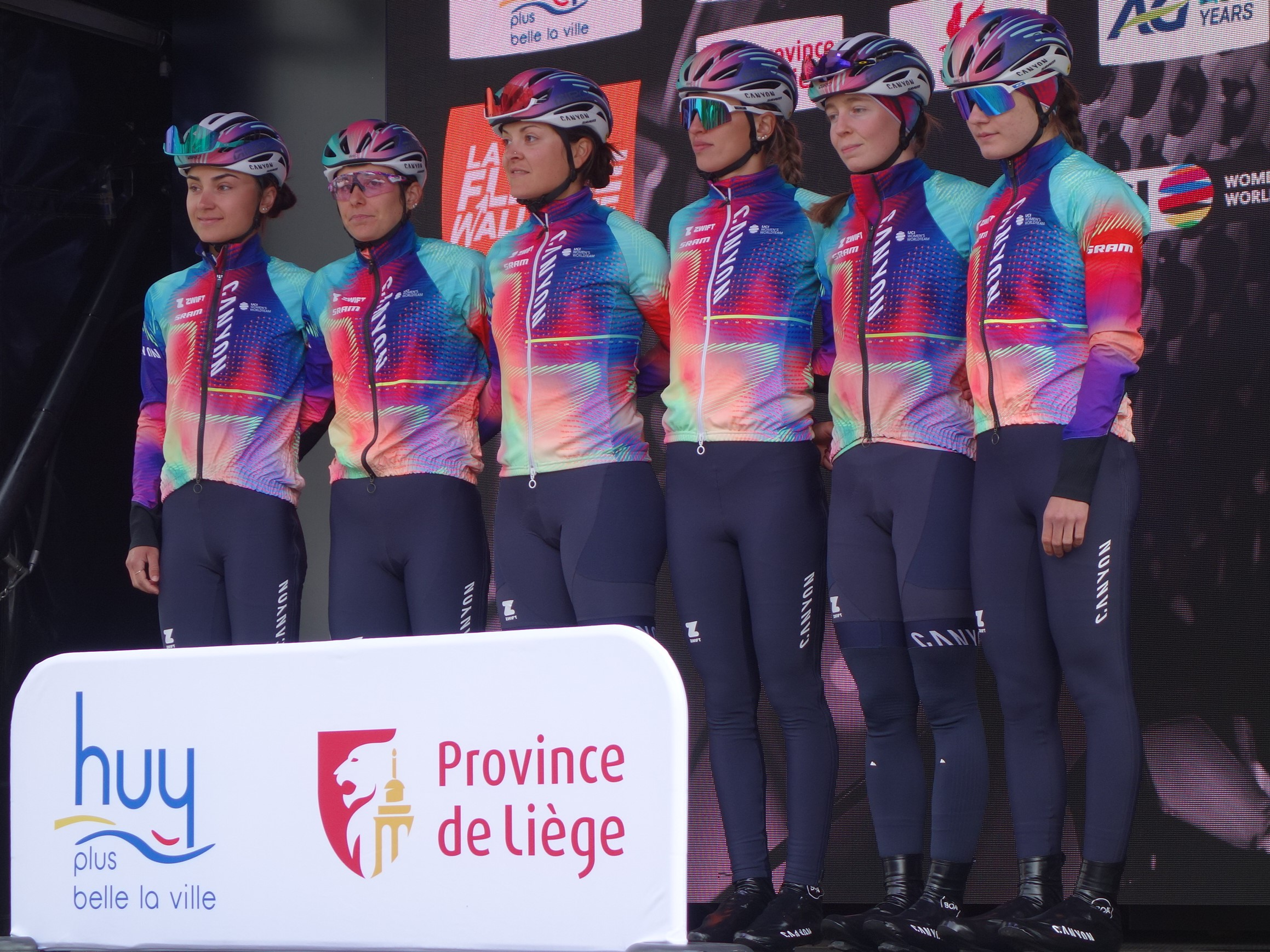
De ploeg in de Waalse Pijl 2024.

| Naam                     | Geboortedatum | Nationaliteit       | Ploeg 2023              |
| ------------------------ | ------------- | ------------------- | ----------------------- |
| Zoe Bäckstedt            | 24-09-2004    | Verenigd Koninkrijk |                         |
| Ricarda Bauernfeind      | 01-04-2000    | Duitsland           |                         |
| Shari Bossuyt            | 5-09-2000     | België              |                         |
| Neve Bradbury            | 11-04-2002    | Australië           |                         |
| Elise Chabbey            | 24-04-1993    | Zwitserland         |                         |
| Tiffany Cromwell         | 6-07-1988     | Australië           |                         |
| Justyna Czapla           | 24-01-2004    | Duitsland           | Canyon//SRAM Generation |
| Chloé Dygert             | 01-01-1997    | Verenigde Staten    |                         |
| Alex Morrice             | 25-04-2000    | Verenigd Koninkrijk |                         |
| Antonia Niedermaier      | 20-02-2003    | Duitsland           |                         |
| Katarzyna Niewiadoma     | 29-09-1994    | Polen               |                         |
| Soraya Paladin           | 4-05-1993     | Italië              |                         |
| Agnieszka Skalniak-Sójka | 22-04-1997    | Polen               |                         |
| Alice Towers             | 12-10-2002    | Verenigd Koninkrijk |                         |
| Maike van der Duin       | 12-09-2001    | Nederland           |                         |

### Vertrokken
| Naam                 | Geboortedatum | Nationaliteit | Ploeg 2024       |
| -------------------- | ------------- | ------------- | ---------------- |
| Pauliena Rooijakkers | 12-05-1993    | Nederland     | Fenix-Deceuninck |
| Sarah Roy            | 27-02-1986    | Australië     | Cofidis          |

## Overwinningen

### Veldrijden
| Cyclocross Gullegem: Zoe Bäckstedt Wereldkampioen veldrijden U23: Zoe Bäckstedt |

### Wegwielrennen
| Nationale kampioenschappen wielrennen Duitsland - tijdrit: Justyna Czapla (beloften) Wereldkampioenschap tijdrit: Antonia Niedermaier (beloften) Ronde van de Verenigde Arabische Emiraten Jongerenklassement: Neve Bradbury Ploegenklassement: *1) Setmana Ciclista Valenciana Ploegenklassement: *2) Waalse Pijl Katarzyna Niewiadoma | Ronde van Burgos Ploegenklassement: *3) Ronde van Zwitserland 3e etappe: Neve Bradbury Bergklassement: Elise Chabbey Jongerenklassement: Neve Bradbury Ploegenklassement: *4) Ronde van Thüringen Bergklassement: Katarzyna Niewiadoma | Ronde van Italië 7e etappe: Neve Bradbury Jongerenklassement: Neve Bradbury Ronde van Frankrijk Eindklassement: Katarzyna Niewiadoma Simac Ladies Tour 1e etappe: Zoe Bäckstedt |

*1) Ploeg Ronde van de Verenigde Arabische Emiraten: Bauernfeind, Bradbury, Cromwell, Czapla, Skalniak-Sójka, Towers
*2) Ploeg Setmana Ciclista Valenciana: Chabbey, Gerefiel, Kolesava,Morrice, Niedermaier, Niewiadoma
*3) Ploeg Ronde van Burgos: Bradbury, Chabbey, Paladin, Skalniak-Sójka, Towers, van der Duin
*4) Ploeg Ronde van Zwitserland: Bradbury, Chabbey, Czapla, Niedermaier, Niewiadoma, Skalniak-Sójka
2002 · 2003 · 2004 · 2005 · 2006 · 2007 · 2008 · 2009 · 2010 · 2011 · 2012 · 2013 · 2014 · 2015 · 2016 · 2017 · 2018 · 2019 · 2020 · 2021 · 2022 · 2023  · 2024 · 2025
AG Insurance-Soudal · Canyon//SRAM · Ceratizit-WNT Pro Cycling · dsm-firmenich PostNL · FDJ-SUEZ · Fenix-Deceuninck · Human Powered Health · Lidl-Trek · Liv AlUla Jayco · Movistar · Roland · SD Worx-Protime · UAE Team ADQ · Uno-X Mobility · Visma|Lease a Bike